# 클레이오 밸런타인
클레이오 밸런타인(Kleio Valentien, 1986년 1월 15일 ~ )은 미국의 포르노 배우이다. 2017 AVN상 여우주연상, 2016 AVN상 여우조연상 수상자이다.